# Newport (Monmouthshire)
Newport (walesiül Casnewydd) város Wales délnyugati részén, Nagy-Britanniában, Monmouthshire történelmi megyében.Gwent megye székhelye. Londontól 200 km-re nyugatra, Cardiff és Bristol között helyezkedik el. Lakossága 140 000 fő.

## A város szülöttei
- John Frost chartista aktivista (1784–1877)